# Герб района имени Полины Осипенко
Герб муниципального района имени Полины Осипенко Хабаровского края Российской Федерации.
Герб утверждён Решением № 40 Собрания депутатов района имени Полины Осипенко 14 мая 2005 года .
Герб внесён в Государственный геральдический регистр Российской Федерации под номером 1920.

## Описание герба
«В лазоревом поле золотой безант, обременённый выходящей слева половиной зелёной ели и подле неё чёрным идущим соболем настороже; диск сопровождён в правом верхнем углу положенной косвенно справа червлёной звездой о пяти лучах, тонко окаймлённой золотом, а внизу двумя серебряными сообращёнными рыбами, выгнутыми сообразно безанту».

## Описание символики
Герб языком символов и аллегорий отражает исторические, природные и экономические особенности района.
Символика звезды в гербе многозначна:
— район носит имя лётчицы Полины Осипенко — Героя Советского Союза;
— летящая звезда — символ полёта, движения вперёд аллегорически указывает на беспосадочный перелёт Москва — Дальний Восток на самолёте «Родина», совершённый Полиной Осипенко совместно с Валентиной Гризодубовой и Мариной Расковой.
Золотой круг (безант) указывает на добычу золота, ведущуюся на территории района.
Изображения ели, соболя и дальневосточного лосося символизируют природные богатства района.
Золото в геральдике — символ богатства, уважения, стабильности, интеллекта.
Серебро — символ чистоты, благородства, мира и взаимопонимания.
Лазурь (синий, голубой цвет) в геральдике — символ чести, славы, преданности, истины, красоты и добродетели.
Зелёный цвет — символ природы, здоровья, жизненного роста.
Чёрный цвет символизирует мудрость, покой, скромность, вечность бытия.
Червлёный (красный) цвет — символ труда, мужества, силы, красоты.

## История герба
Герб района разработан на основе существовавшей с 1997 года гербовидной эмблемы района, которая выглядела следующим образом: щит рассечен лазурью и серебром; поверх всего золотое усеченное внизу кольцо, заполненное справа черным, с золотой нитевидной елью, сопровождаемой справа золотым нитевидным соболем, справа — золотыми надписями «Район имени Полины Осипенко» и «Au». Кольцо окружено справа серебряным следом от летящего вверху червленого окаймленного золотом самолёта и сопровождено внизу червленой окаймленной золотом рыбой с черными плавниками.
С изображением данной эмблемы выпускался сувенирный значок.
Окончательный вариант герба района и его описание были разработаны при содействии Союза геральдистов России.
Авторы герба: идея герба — А. Жевлаков (п. им. Полины Осипенко), Константин Мочёнов (Химки); художник — Оксана Фефелова (Балашиха); компьютерный дизайн — Оксана Афанасьева (Москва); обоснование символики — Кирилл Переходенко (Конаково).